# Illice flavicosta
Illice flavicosta là một loài bướm đêm thuộc phân họ Arctiinae, họ Erebidae.